# Villa Farsta udde

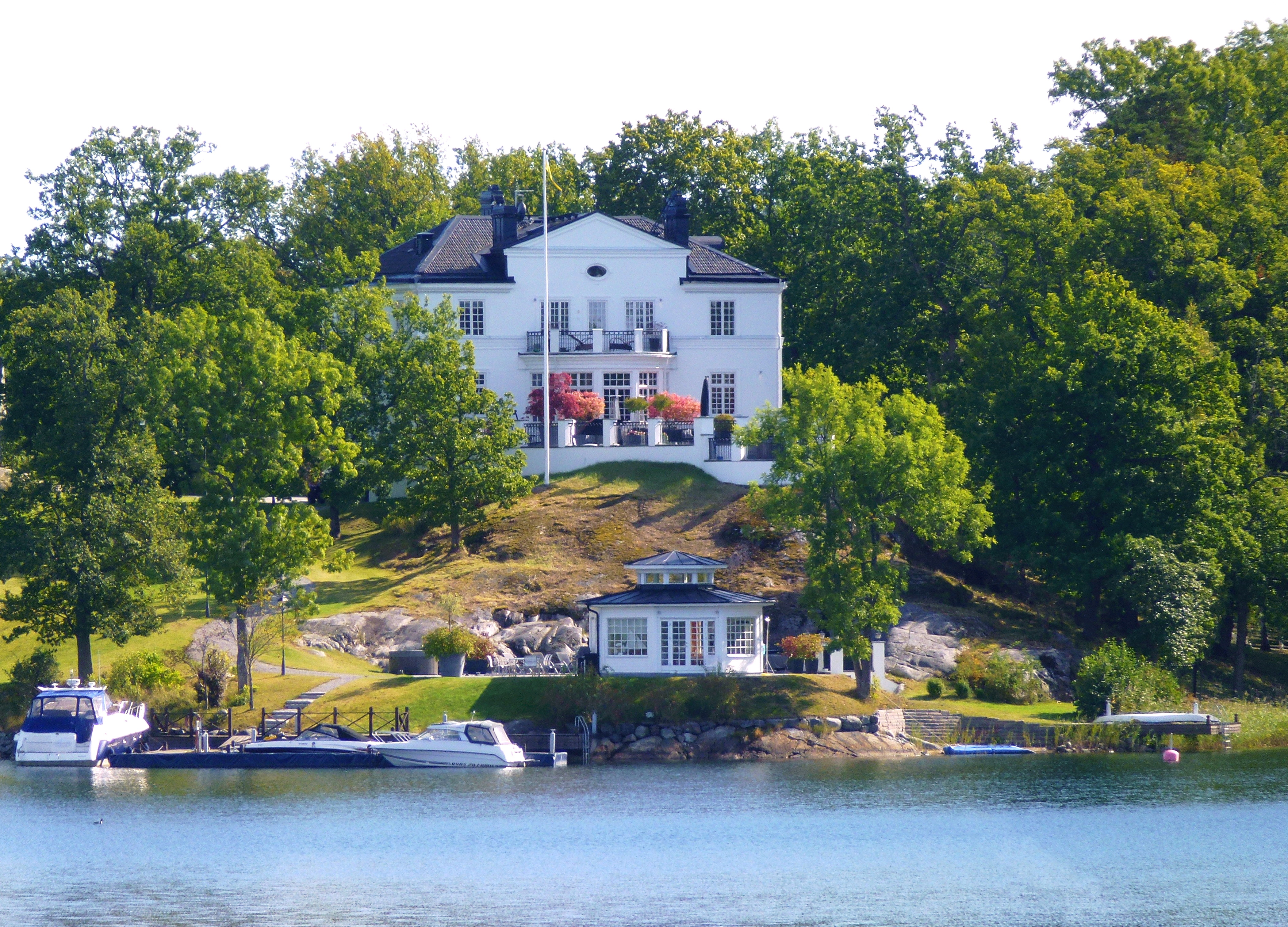
Villa Farsta udde, vy över Farstaviken.

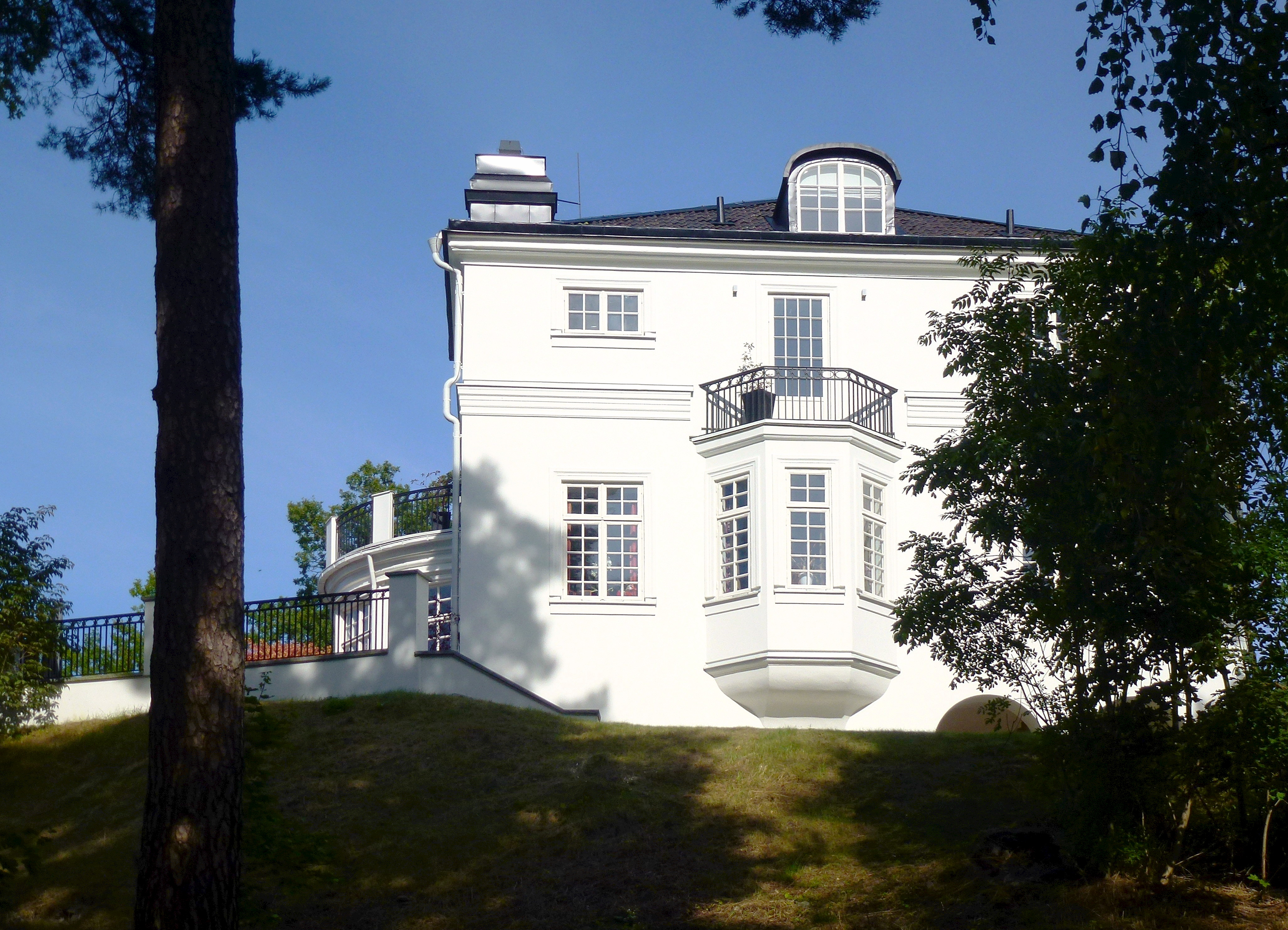
Villa Farsta udde, fasad mot syd.

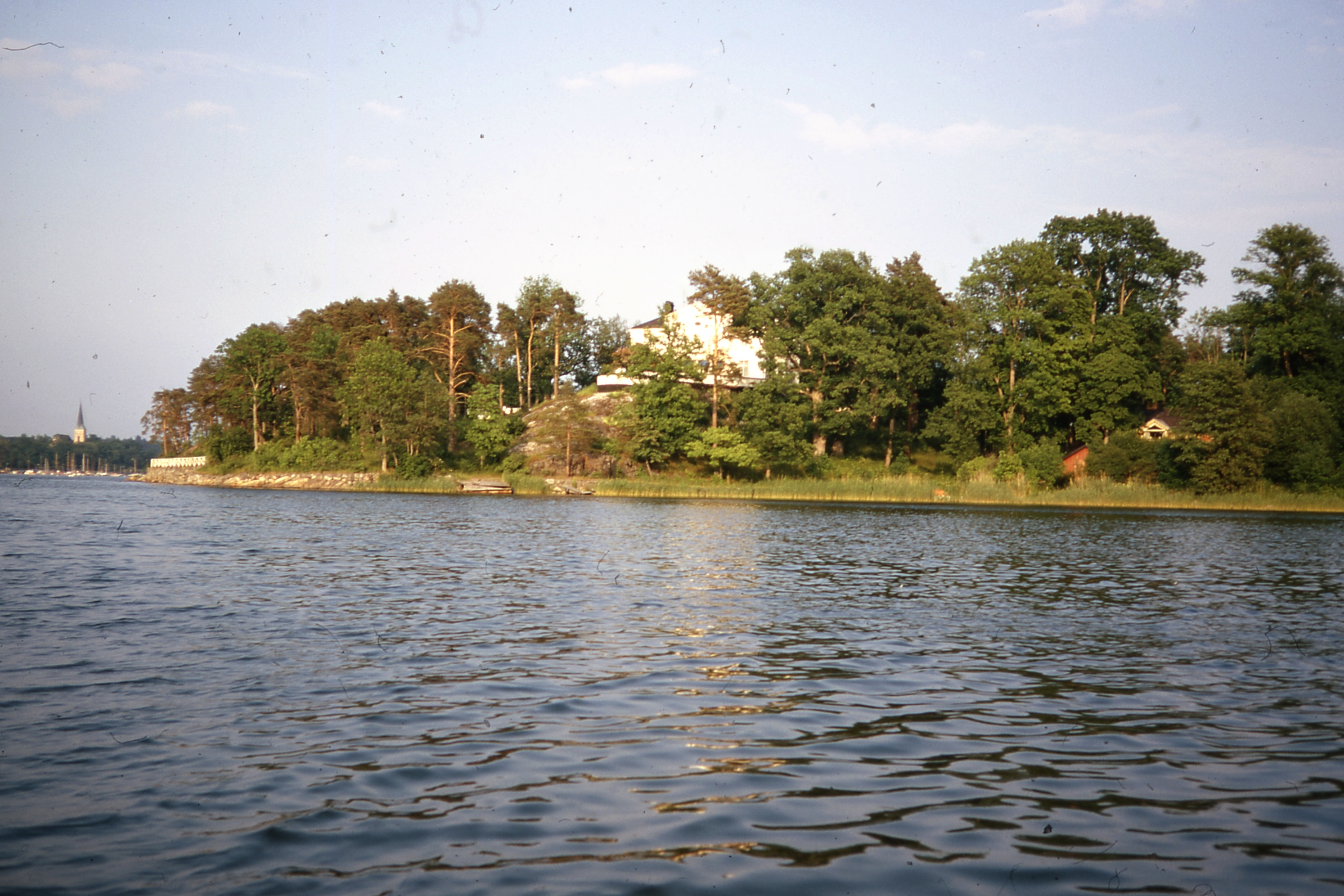
Farsta udde 1972

Villa Farsta udde är en exklusiv privatvilla vid Farstavikens södra strand strax väster om Gustavsberg i Värmdö kommun. Villan ritades 1910 av arkitekten Ferdinand Boberg för Maria Bennich, dotter till Wilhelm Odelberg, direktör vid Gustavsbergs porslinsfabrik. Intill Farstaviken ligger ytterligare en av Boberg ritad villa, den heter Villa Strandvik och uppfördes 1911 för Maria Bennichs bror ingenjör  Axel Odelberg, sedermera styrelseordförande vid porslinsfabriken.

## Historik
Under sin tid som formgivare på Gustavsbergs porslinsfabrik fick Ferdinand Boberg 1910 och 1911 uppdraget att rita två exklusiva stenvillor för Wilhelm Odelbergs äldsta dotter Maria (född 1870) och äldste sonen Axel (född 1873). Själv bodde Odelberg på Farsta slott mellan 1879 och 1924. 
För Marias villa valdes Farsta udde, en liten udde i Farstaviken nära Farsta slott, som även gav namnet åt villan. Den vitputsade byggnaden placerades  på toppen av en mindre kulle. Fasaderna accentueras av flera burspråk krönta av balkonger. Mot sjösidan märks en klassisk fronton med ett ovalt fönster.
In mot land och entrésidan har villan tre våningar och mot vattnet två. Entrén ligger i ett av husets hörn, indragen under ett valv. Härifrån når man en hall med öppen spis och huvudtrappan. Från mellanvåningen leder en glasad dörr ut till terrassen. På mellanvåningen placerade Boberg matsal, salong, bibliotek och ett cirkulärt solarium. Från samtliga rum har man en vid utsikt över Farstaviken. I tredje våningsplanet ligger sov- och gästrum. På fjärde våningsplanet finns en vind, samt ett gästrum med tillhörande badrum. 
Farsta uddes byggnad har vissa likheter med Villa Graninge som Boberg ritade 1909 för bankdirektör Mauritz Philipson vid närbelägna Baggensfjärden.